# Ернест Йонлі Параманга
Ернест Йонлі Параманга (нар 31 грудня 1956) — дипломат, політичний діяч Буркіна-Фасо, прем'єр-міністр країни з 7 листопада 2000 до 11 червня 2007. Був послом Буркіна-Фасо у Сполучених Штатах з січня 2008 до серпня 2011. Є членом урядової партії Конгрес за демократію і прогрес (CDP).
Одружений з дочкою Сея Зербо.